# 13053 Bertrandrussell
13053 Bertrandrussell è un asteroide della fascia principale. Scoperto nel 1990, presenta un'orbita caratterizzata da un semiasse maggiore pari a 2,5975505 UA e da un'eccentricità di 0,2940898, inclinata di 5,43387° rispetto all'eclittica.